# Бурхан Кирило Юрійович
Кирило Юрійович Бурхан (нар. 26 грудня 1976, Запоріжжя, УРСР) — український футболіст, захисник та півзахисник.

## Кар'єра гравця

### Запорізький етап кар'єри
Народився в Запоріжжі, футбольну кар'єру розпочинав у молодіжній академії місцевого «Металурга», перший тренер — В'ячеслав Іщенко. Згодом перейшов до академії іншого запорізького клубу — «Торпедо», де тренувався під керівництвом Анатолія Василеги. Згодом юного захисника помітив головний тренер першої команди запорожців Ігор Надеїн та перевів до дорослої команди. Дебютував за «торпедівців» 3 листопада 1993 року в переможному (4:2) домашньому поєдинку 1/16 фіналу кубку України проти чернігівської «Десни». Кирило вийшов на поле на 82-й хвилині, замінивши Олега Вєтрова. У Вищій лізі чемпіонату України дебютував 20 листопада 1993 року в програному (0:2) виїзному поєдинку 16-о туру проти луцької «Волині». Бурхан вийшов на поле на 69-й хвилині, замінивши Олега Вєтрова. Вперше в футболці «топедівців» відзначився голом 24 липня 1996 року на 33-й хвилині переможного (3:1) домашнього поєдинку 2-о туру Вищої ліги проти кіровоградської «Зірки-НІБАС». Кирило вийшов на поле на 33-й хвилині, замінивши Нефьодова. У футболці «Торпедо» провів п'ять з половиною сезонів, проте в жодному з них стабільним гравцем основи не був. У чемпіонатах України провів 89 матчів та відзначився 6-а голами, ще 10 поєдинків зіграв у кубку України. У сезоні 1993/94 років паралельно з виступами за «Торпедо», грав за футзальний клуб «Ліанда» (Запоріжжя). Окрім цього виступав за друголіговий фарм-клуб «Торпедо», запорізький «Віктор». У команді виступав протягом трьох сезонів, при чому більшу частину сезону 1995/96 років провів саме у «Вікторі». Загалом же в фарм-клубі «торпедівців» зіграв 30 матчів та відзначився 11-а голами.

### «Зірка» та «Металург»
Напередодні початку сезону 1999/00 років підписав контракт з кіровоградською «Зіркою», проте за першу команду клубу не зіграв жодного офіційного матчу. Натомість виступав за фарм-клуб кіровоградців, «Зірку-2», за яку дебютував 2 серпня 1999 року в програному (0:4) виїзному поєдинку 1-о туру групи Б Другої ліги проти «Кривбасу-2». Кирило вийшов на поле в стартовому складі, а на 46-й хвилині його замінив Дмитро Дяченко. Єдиним голом за «Зірку-2» відзначився 8 серпня 1999 року на 84-й хвилині переможного (1:0) домашнього поєдинку 2-о туру групи Б Другої ліги проти комсомольського «Гірник-спорту». Бурхан вийшов на поле в стартовому складі та відіграв увесь матч. У футболці «Зірки-2» зіграв 12 матчів (1 гол) у Другій лізі та 1 поєдинок у кубку України.
Під час зимової перерви сезону 1999/00 років перейшов до нікопольського «Металурга», за який дебютував в нічийному (1:1) поєдинку 1/16 фіналу кубку України проти кіровоградської «Зірки». Кирило вийшов на поле на 95-й хвилині, замінивши Олександра Любинського. У Першій лізі дебютував 20 березня 2000 року в нічийному (1:1) домашньому поєдинку 19-о туру проти київського «Динамо-2». Кирило вийшов на поле в стартовому складі та відіграв увесь матч. У футболці «Металурга» зіграв 28 матчів у Першій лізі та 2 поєдинки в кубку України.

### «Угольок» та виступи на аматорському рівні
Під час зимової перерви сезону 2000/01 років залишив Нікополь та перейшов до ЗаЛКу. У складі запорізького клубу виступав в обласному чемпіонаті та аматорському чемпіонаті України. в аматорській першості провів 8 поєдинків.
У 2002 році перейшов до «Уголька», за який дебютував 28 липня 2002 року в скасованому (програному на виїзді з рахунком 1:3) поєдинку 1-о туру групи В Другої ліги проти «Дніпра-2». Бурхан вийшов на поле в стартовому складі, а на 51-й хвилині його замінив Борис Шевелюк. Єдиним голом за клуб Димитрова відзначився 8 вересня 2002 року на 43-й хвилині переможного (1:0) домашнього поєдинку 6-о туру групи В Другої ліги проти маріупольського «Металурга-2». Кирило вийшов на поле в стартовому складі та відіграв увесь матч. У футболці «Уголька» зіграв 12 матчів, відзначився 1 голом.
У 2003 році виїхав до Ірландії, де виступав за аматорський клуб «Глінкейрн Селтік» (Корк). По завершенні сезону 2005 року завершив футбольну кар'єру.
По завершенні кар'єри повернувся до України, працював супервайзером на кондитерському складу ООО ПКФ "Юлия-1".

## Особисте життя
Отримав вищу освіту, закінчив Запорізький державний університет, спеціальність — олімпійський професіональний спорт.
Одружений (дружина молодша за Кирила на 7 років), виховує двох доньок — Діану та Ангеліну.
Має старшого брата, Євгена Бурхана, також професіонального футболіста.